# Linha estática

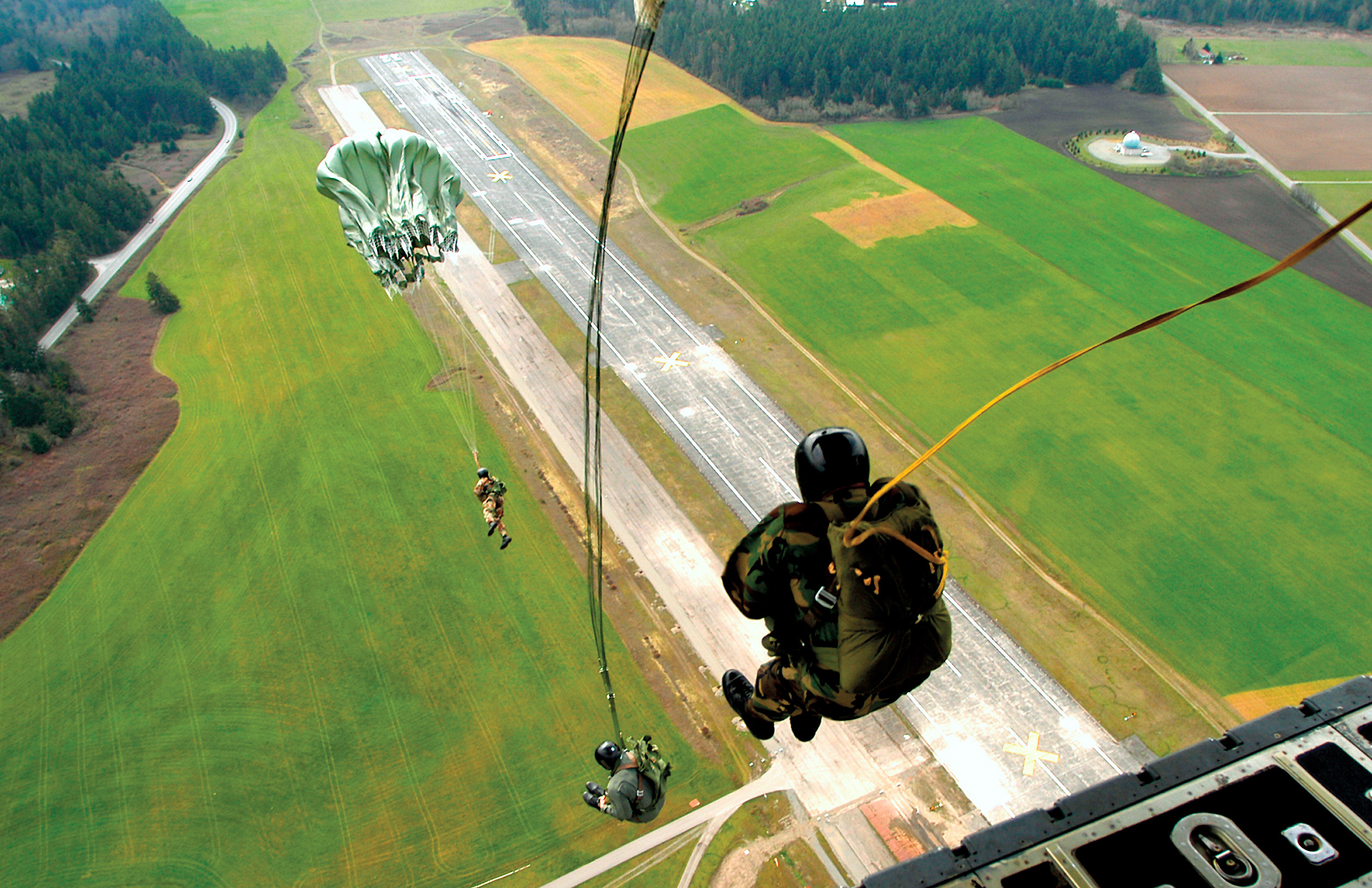
Salto de linha estática militar, da parte traseira de um C-130 Hercules.

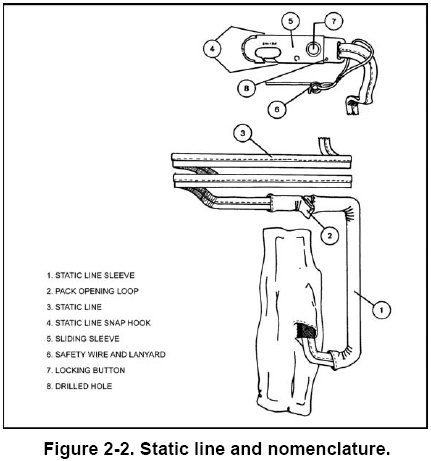
Bolsa de desdobramento e conjunto de linha estática de 15 pés (4,6m) costurada permanentemente, do manual de campo militar para paraquedismo com linha estática.

Uma linha estática é um cabo fixo preso a um objeto grande e estável. É usada para abrir paraquedas automaticamente para paraquedistas militares e paraquedistas iniciantes.

## Desenho e uso
Uma linha estática é um cabo preso em uma extremidade à aeronave e na outra extremidade ao topo da "Bolsa D" (em inglês:  D-Bag) do paraquedista (bolsa de desdobramento, na qual o velame é embalado). A queda do paraquedista da aeronave faz com que a linha estática fique esticada, o que puxa a Bolsa D para fora do contêiner nas costas do saltador. A linha estática e a Bolsa D permanecem na aeronave enquanto o paraquedista sai e são puxados de volta para dentro da aeronave pelo despachante. Agora livre da Bolsa D, o velame pode inflar enquanto o saltador continua a cair. Efetivamente, o saltador arrasta o paraquedas atrás de si, fazendo com que o vento ascendente force a abertura e infle o velame. O velame deve inflar e começar a sustentar o saltador em quatro segundos. No caso improvável de um mau funcionamento, os alunos aprendem como cortar o velame principal e acionar o paraquedas reserva. O objetivo da progressão em linha estática é treinar os alunos a manter a posição correta e estável do corpo ao sair da aeronave e ensinar como abrir o velame por meio do mecanismo do paraquedas piloto.
Conforme mencionado acima, o paraquedista deve adotar e manter uma posição corporal estável durante todo o acionamento para minimizar as chances de mau funcionamento do paraquedas. Este método de lançamento de paraquedas é comumente usado de várias maneiras:
- Treinamento de alunos paraquedistas,[1] por exemplo no Sistema de Progressão Ram Air
- BASE jumping
- Paraquedistas militares saltando de altitudes muito baixas (400 pés / 120m)

Saltar em linha estática acarreta risco de lesão que, de acordo com um estudo, duplica quando realizado em combate.
Para treinar alunos em operações civis, modificações em equipamentos de linha estática existentes podem ser feitas para simplificar as operações. Uma dessas modificações é prender a bolsa de desdobramento ao paraquedas em vez da linha estática, o que também requer alguma modificação para permitir que a linha estática se solte, normalmente um fecho de velcro. Isso deixa muito menos material "no vento" atrás do avião depois que o paraquedista sai. O arrasto aerodinâmico desses materiais não é um problema para aeronaves de carga maiores usadas em saltos militares, mas representa um grande problema para aeronaves menores usadas em operações civis. Esta modificação também resulta numa abertura um pouco mais lenta, o que suaviza o choque de abertura em detrimento da altitude, uma preocupação menor para os saltadores que saem a 2.800 pés (850m).

## Na cultura popular
A popular canção militar americana "Blood on the Risers" é um conto de advertência sobre um paraquedista novato que caiu e morreu porque não conseguiu prender sua linha estática antes de saltar do avião:
He jumped into the icy blast, his static line unhooked
("Ele saltou na explosão de gelo, sua corda estática desenganchada").